# Prokuj gyula
Prokuj gyula (Geula, Gyla, a krónikákban a fiatalabbik Gyula) – magyar törzsfő, a korabeli magyar politikai hierarchiában a második legjelentősebb vezető. A krónikák harmadik, és egyben utolsó gyulája.
Ő volt az első magyar törzsfő, akinek erdélyi hatalmát Szent István trónra lépése után felszámolta. 1003-ban hadat küldött ellene, területét sóbányáival együtt elkobozta, őt magát pedig foglyul ejtette. Nem sokáig volt fogoly, mert Thietmar szerint Vitéz Boleszló lengyel fejedelemhez szökött, aki egy elfoglalt felvidéki magyar erődítményt bízott rá, de ezt Szent István idővel visszafoglalta, Prokujt pedig elüldözte.

## Nevének eredete
A korabeli német krónika, a Hildesheimi Évkönyv Prokuj néven nevezi. Ez a "prok" és "uj" szótagokra bontható fel, ahol a "prok" előtag ószláv nyelven azt jelenti „maradék”, az "uj" pedig régi magyar nyelven „nagybácsi”-t jelent.

## Családja
Prokuj személyét Anonymus a Gesta Hungarorumban tévesen nevezi Gyulának, mert nem tudja, hogy ez nem a neve, hanem a gyula korábban még méltóságnév volt. Emiatt apját, Zombor gyulát szintén tévesen két különböző személynek, két testvérnek, „Gyulának” és „Zombornak” gondolja, ahol "Gyula" lányai Sarolt és Karold, Zombor fia pedig a „kisebbik Gyula”. Merseburgi Thietmar, a lázadó "kisebbik Gyulát" (Prokujt) I. István király nagybátyjának (avunculus) mondja. A valóságban tehát Prokuj apja Zombor, azaz a krónikák második gyulája. Prokuj testvérei Karold és Sarolt, utóbbi Szent István anyja. Ezáltal Szent István, Prokuj unokaöccse volt. Prokuj fiai pedig Boja és Bonyha voltak.

## Prokuj és Szent István konfliktusa
István, megkoronázása után Magyarország legitim királyaként tekintett magára, habár korára jellemző szemlélet alapján, önmagát okleveleiben csak a magyarok, nem pedig Magyarország királyának nevezte. Tényleges uralma továbbra is csak a Királyság nyugati részére,  a Dunántúlra, és a Felvidék nyugati részére terjedt ki. A Kárpát-medence többi pontján tőle gyakorlatilag független törzsfők uralkodtak. Istvánnak, ha ténylegesen Magyarország királya akart lenni, továbbá ha az általa képviselt új vallást és politikai berendezkedést az egész Kárpát-medencében el akarta terjeszteni, szembe kellett fordulnia ezekkel a törzsi vezetőkkel, és fegyveres úton meg kellett fosztania őket önálló törzsi államuktól, vagy pedig békés, diplomatikus úton meghódolásra kellett bírnia őket. E feladat megvalósítása a megkoronázását követően közel harminc évet vett igénybe.
A sort rokonával, Prokuj gyulával kezdte. István jól tudta, hogy amíg anyai nagybátyja önálló, az övétől eltérő, görögkeleti orientációjú ország élén áll, addig az ő hatalma a magyar törzsek felett erősen kérdéses. Ugyanakkor abban sem volt biztos, hogy Prokuj előbb-utóbb nem lép-e fel támadólag vele szemben, immár katonai úton adva nyomatékot annak az ortodox befolyásnak, amely 985–990 táján teret nyert a Dunántúlon. A Prokuj elleni háborúnak másfajta, de hasonlóan fontos tétje volt, mint a Koppány elleninek. Míg ez utóbbi arról döntött, hogy ki viselje Géza halála után a nagyfejedelmi tisztséget, és a főhatalom új birtokosa milyen új irányvonalat adjon Magyarország politikájának (pogány legyen-e, vagy a latin kereszténységet befogadó), addig a Prokujjal megvívandó harcnak azt kellett tisztáznia: a latin vagy a görög rítus kerekedik-e felül a Magyar Királyságban, azaz a római kereszténység tör-e utat magának Erdélyig, vagy a megerősödő görög hit terjeszti ki befolyását a Német-római Birodalom keleti határáig.
Az István és Prokuj közti háború egyetlen kortárs külföldi forrása a Hildesheimi Évkönyv. Eszerint 1003-ban „István magyar király sereggel ment anyai nagybátyja, Gyula király ellen; miután őt feleségével és két fiával együtt elfogta, országát erőszakkal a keresztény hitre kényszerítene”. Feltűnő, hogy a német forrás Prokujt királynak nevezte, uralmi területét pedig országnak. Ez arra a függetlenségre utal, amit Prokuj a magyar királlyal szemben élvezett, vagyis a belső értékrend alapján Prokuj lényegében Istvánnal azonos rangúnak tekinthető. Nem feltétlenül téves és túlzó a kútfő keresztény hitre térítéssel kapcsolatos megjegyzése sem. Prokuj és udvara ortodox keresztény volt, de népe körében csak nagyon lassan terjedt a görög hit, valamint nélkülözte a máshol lefoglalt Bizánci Birodalom támogatását. Ezzel szemben István oldalán ott álltak Gizella magyar királyné kíséretének tagjai, és a katolikus Német-római Birodalom politikai és katonai támogatása. Az a tény, hogy ez a hír német évkönyvben maradt ránk, mutatja azt az érdeklődést, amit német területen tanúsítottak István belső harca iránt. A magyar források érdekesen egészítik ki a német forrásokban olvasható tudósítást. A 14. századi krónikakompozíció közvetve innen vette át a Prokuj elleni háború hírét, de hozzáfűzte azt is, hogy Prokuj akkor akkor "egész Erdélyország kormányzását kezében tartotta”. Ami biztosra vehető az az, hogy a gyula-törzs a honfoglaláskor nem szállta meg Erdélyt, csak valamikor a 10. század folyamán vette birtokba. Máig kérdéses azonban, hogy mi értendő Erdélyen, ahová István hadseregét vezette. A hagyományos történelmi felfogás szerint Prokuj hatalma az egész történeti Erdélyre kiterjedt, uralmi központja pedig valahol Dél-Erdélyben, a Maros mentén fekvő Gyulafehérváron volt. Ezzel szemben komoly érvek sorolhatók fel amellett, hogy "Prokuj Erdélye" éppen Dél-Erdélyt nem foglalta magában, hanem attól északra, a Felső-Tisza folyásától a Marosvölgyig terjedt, s központja talán Doboka környékén keresendő.
Fontos információt hagyott ránk a krónika arról, hogy István, Prokuj „országát, amely igen tágas és nagyon gazdag volt, a Magyar Királysághoz csatolta”. Ezzel a korabeli szerző a háború valódi céljára tapintott rá, mely az volt, hogy István a fennhatóságát kiterjessze Erdélyre, és ott uralomra juttassa az általa képviselt eszméket, intézményeket. Félreértelmezte azonban német forrását a krónika, amikor a háború okaként Prokuj pogányságát említette. Mind a krónikából, mind Anonymus gesztájából az tűnik ki, hogy inkább politikai, nem pedig vallási ellentétek húzódtak István és Prokuj között. Anonymus azt is tudni véli, hogy Prokuj és két fia továbbra is birtokolhatták volna Erdélyt, ha „nem cselekedtek volna mindig a szent király ellenében”: Ezzel arra a fontos tényre mutatott rá, hogy a törzsfők közül az, aki meghódolt Istvánnak, átmenthette hatalmát és vagyonát, aki viszont nem, az háborúval volt kénytelen szembenézni. Az István és Prokuj közötti fegyveres összecsapás mikéntjéről semmi információ nem maradt fenn. Spekuláció eredményeképpen lehet arra gondolni, hogy a Prokuj ellen vonuló had (egyik) vezére Doboka volt, a később Ajtony ellen győztes Csanád apja, aki ismeretlen módon rokonságban állt a magyar királlyal, habár személyének létezését más források nem erősítik meg. István király Prokuj elleni harcának egyik következménye még Merseburgi Thietmar krónikájába is megjelenik. A műből arról szerzünk tudomást, hogy Prokujt elűzte István a szállásterületéről, és az Vitéz Boleszlávnál talált menedéket, aki a magyar-lengyel határvidéken egy várat bízott a politikai menekültre, Prokuj felesége azonban István fogságában maradt. Amikor Prokujnak a neje kiszabadítására tett erőfeszítései eredménytelenek maradtak, István kedvességből mégis visszaengedte hozzá, jóllehet ellenségek voltak. Ugyancsak nem szenvedtek komoly sérelmet Prokuj fiai, Bolya és Bonyha sem, akik még az 1040-es években is szerepelnek a forrásokban. Nem tudjuk, hogy Sarolt meddig élt, így arra sem válaszolhatunk, hogy István irgalmas eljárása Prokujjal és családjával szemben nem Sarolt (azaz Prokuj testvére és István anyja) közbenjárásának köszönhető-e. Mindenesetre 1003-ban István megvetette lábát a Kárpát-medence keleti felében, és ezzel tovább javította esélyeit, hogy a többi törzsfő ellen is a sikeresen lépjen fel. Prokuj további sorsa ismeretlen, és bár hatalmát és területeit elvesztette, azokra a bizánci görög egyház még két évtizedig továbbra is igényt tartott.
Fiai Boja (Bolya, Bua) és Bonyha (Bunha) Magyarországon maradtak birtokosok. Részt vettek Viskével, a korábbi bizalmi emberrel együtt egy Péter király elleni összeesküvésben, ezért kínpadon végezték.